# Herbert Mountains
Herbert Mountains är ett berg i Antarktis. Det ligger i Östantarktis. Argentina och Storbritannien gör anspråk på området. Toppen på Herbert Mountains är 937 meter över havet.
Terrängen runt Herbert Mountains är kuperad österut, men västerut är den platt. Terrängen runt Herbert Mountains sluttar norrut. Trakten är obefolkad. Det finns inga samhällen i närheten. 